# 圣伊菲热尼亚公墓
20°2′08.1″N 75°50′25.1″W / 20.035583°N 75.840306°W
圣伊菲热尼亚公墓，正式名称是圣伊菲热尼亚祖传公墓（Cementerio Patrimonial Santa Ifigenia），是古巴圣地亚哥市的主要公墓。它位于圣地亚哥市西部的何塞·马蒂区，它以成为众多古巴历史和文化中的英雄和名人的安息处而著称，包括何塞·马蒂、菲德尔·卡斯特罗、卡洛斯·曼努埃尔·德·塞斯佩德斯、安东尼奥·马塞奥、弗兰克·派斯等。
何塞·马蒂墓是其中最具代表性的陵寝，这位古巴民族英雄的陵寝位于公墓入口处，由古巴士兵守卫，卫兵每隔半小时换岗。
它于1868年2月落成，同年4月举行了首批埋葬仪式。